# عقاب تشاكو
عقاب تشاكو (الاسم العلمي: Buteogallus coronatus) أو العقاب المنعزلة المتوجة هو طائر جارح مهدد بالانقراض من شرق ووسط أمريكا الجنوبية. يُعرف عادةً باسم العقاب المتوجة مما يؤدي إلى حدوث ارتباك محتمل مع العقاب المتوجة الإفريقية.
```
من جنس 
التويجاء
 (Stephanoaetus). نظرًا لندرتها، لا يُعرف الكثير عن حِياوتها أو أفرادها.
[
4
]
```